# Helena Herald

Le Helena Herald était un journal édité dans la ville de Helena (Montana), dans le tout nouveau Territoire du Montana sur la "Frontière sauvage", au moment de la Conquête de l'Ouest. C'était le premier journal créé dans la première ville du territoire. 
L'un de ses journalistes pigistes, Andrew J. Fisk, correspondant local de l'Associated Press à Helena (Montana), fut le premier à révéler en juillet 1876 le massacre de la Bataille de Little Big Horn après avoir été abordé par un survivant dans la rue de la ville.